# 달랏
달랏시(영어: Da Lat, 베트남어: Thành phố Đà Lạt타인포 달랏 / 城舖多樂)는 베트남의 럼동성의 성도로 럼비엔고원에 자리하고 있다. 해발 1,500m 고도에 넓이는 393.29km2, 인구는 2009년 기준 206,895명(1999년을 기준 12만명)이다. 호찌민 시에서 약 300km 떨어진 곳에 위치하며 버스로 6시간 30분에서 8시간 정도 소요된다.
달랏이라는 이름은 라틴어: Dat Aliis Laetitiam Aliis Temperiem→"어떤 이에게는 즐거움을, 어떤 이에게는 신선함을"에서 왔다는 설이 있으며, 프랑스 식민지 정부가 달랏(Đà Lạt)이라는 이름을 정식으로 사용하였으나 실제로는 현지 소수민족인 랏족이 부르던 이름이다. 베트남에서 달랏은 인기있는 관광 목적지이며, 노보텔 달랏과 소피텔 달랏이 자리잡고 있는 곳이다. 소피텔 달랏은 본래 1922년에 지어진 달랏 왕궁이었다. 달랏의 특징적인 광경은 우거진 소나무 숲과 그 사이로 난 오솔길이며, 겨울에는 트리메리골드가 피어난다. 일년 내내 잦은 안개도 이 도시의 특징 중의 하나이다.
달랏은 생명공학과 핵물리학 분야의 과학 연구 지역으로도 명성이 높다. 고원 지대답게 서늘한 날씨가 일년 내내 이어지며, 배추류나 화훼류, 고구마, 장미 등이 경작된다.

## 역사
1890년대 당시에는 프랑스령 코친차이나의 일부였던 이 지역에 저명한 세균학자인 알렉상드르 예르생과 유명한 프랑스 화학자인 루이 파스퇴르를 포함한 탐험가들이 탐사를 했다. 그리고 총독이었던 폴 두메르에게 고원에 리조트 단지를 만들어 달라고 요청을 했고, 이후 프랑스의 대통령이 되는 두메르 총독은 그 요청을 받아들였다. 원래 의도했던 피서지의 위치는 단키아(Dankia)였지만, 1898년부터 1899년까지 도로 건설 원정대를 맡았던 에시엔 따르디프(Étienne Tardif)가 현재의 장소를 제안했다. 1907년에 최초의 호텔이 건축되었다. 에르네 에브라(Ernest Hébrard)가 도시 계획을 수행했다.

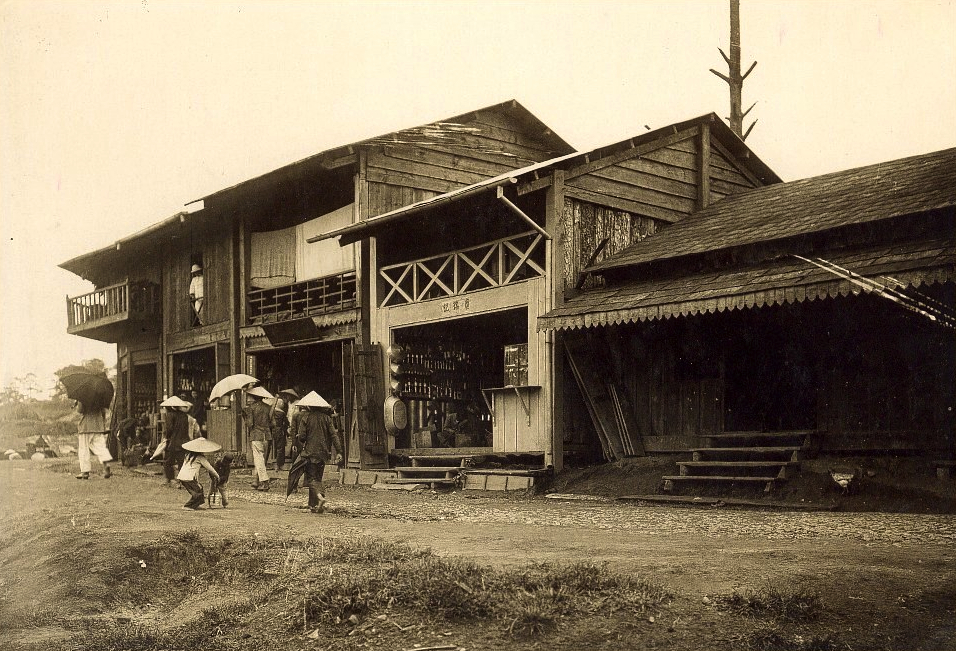
1925년경의 달랏 거리

이후 많은 유럽 사람들이 해안가의 더위를 피하기 위해 달랏까지 여행을 왔다. 프랑스 식민지 총독부는 달랏에 빌라와 대로를 만들었고, 그 스위스풍의 매력은 오늘날에도 남아 있다. 에브라는 필수 건강 단지, 골프 코스, 공원, 학교와 주택이 포함되어 있었지만, 산업과 관련된 시설은 없었다. 인도차이나 전역에서 온 아이들이 프랑스 사제, 수녀, 그리고 추방자들로부터 가르침을 받았던 기숙 학교의 유산은 1969년까지 여전히 존재했다. 1929년에 기독교 선교 연합은 베트남 전쟁으로 인해 이후 태국 방콕으로 이전하게 되는 학교를 설립했고, 1970년대부터 말레이시아 페낭에 위치해 있다. 예수회(피우스 X 폰티피컬 컬리지 등)의 신학교와 그 밖의 교단이 있었다. 엘리트 베트남 육군사관학교는 1950년에 미래의 지도자 1기를 졸업시켰다. 깜리 공항에는 항공 학교가 있었다.
제2차 세계 대전 중 달랏은 1939년에서 1945년까지 인도차이나 연방의 수도였었다.
1950년대 중반 베트남 스카우트 연맹은 달랏에 국가 훈련장을 설립했다.
베트남 전쟁 중 달랏이 유일하게 개입한 것은 1968년 뗏 공세 때였다. 1968년 1월 31일부터 2월 9일까지 이곳에서 치열한 전투가 벌어졌다. 대부분의 전투는 달랏에 주둔한 남베트남군 부대와 베트콩 사이에서 벌어졌다. 미군도 전투에 참여했으며, 부대 건물에 대한 로켓 공격 중에 여러 명의 전사자가 났다. 산발적이지만, 치열한 전투로 두 집단 간 승패를 주고 받았다. 그러나 남베트남군은 결국 달랏의 통제권을 되찾을 수 있었다. 이 전투에서 약 200명의 베트콩의 사망했다고 전해진다. 남베트남군의 전사자는 현저히 적은 것으로 알려졌지만, 빈약한 보급과 지원으로 인해 교전 기간 내내 부상자 명단이 꾸준히 증가했다. 궁극적으로 남베트남군을 구한 것은 전투 시작부터 끝까지 달랏 전역에서 강력한 방어 태세를 유지했다는 사실이었다.

## 행정구역

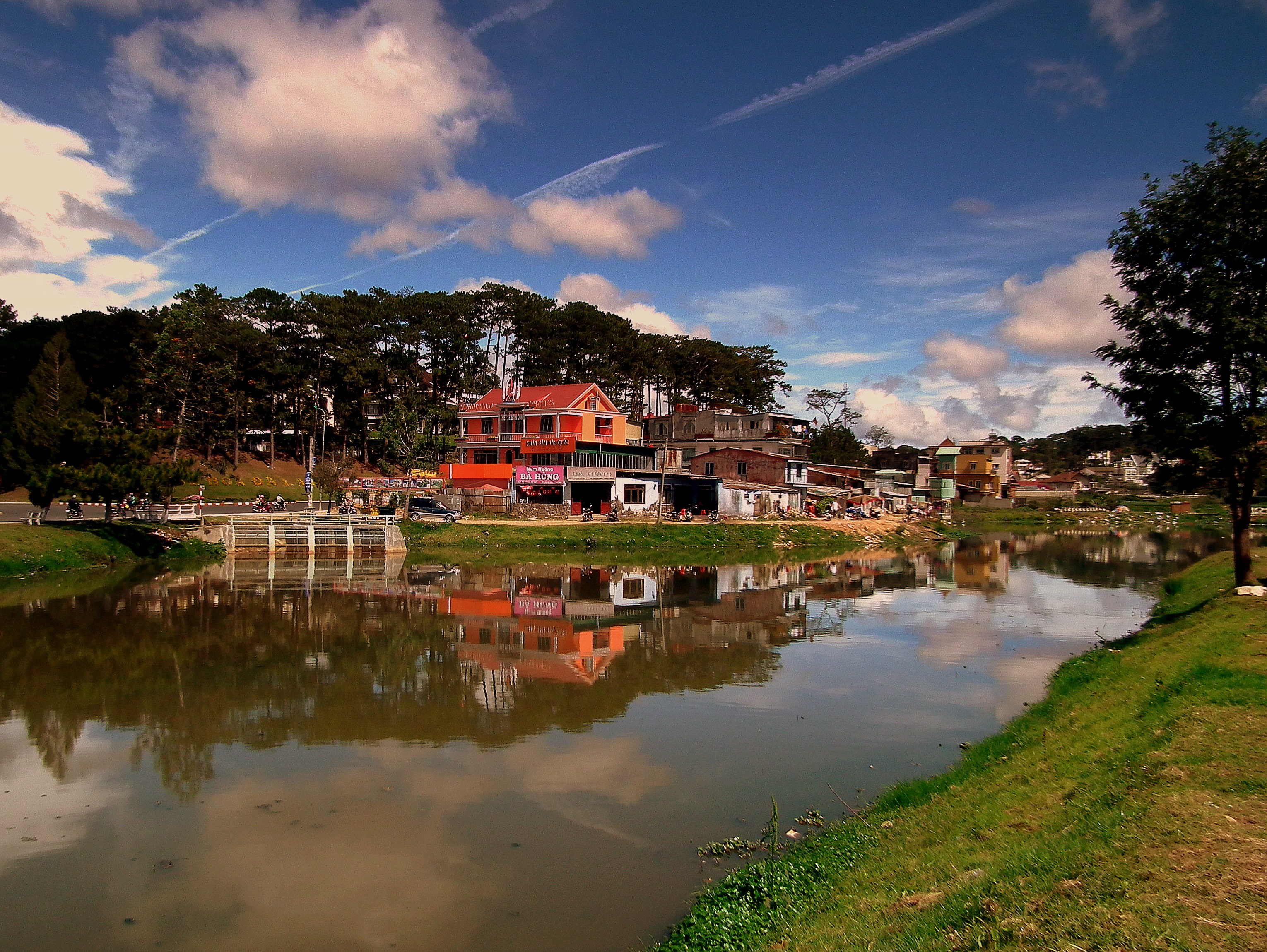
달랏

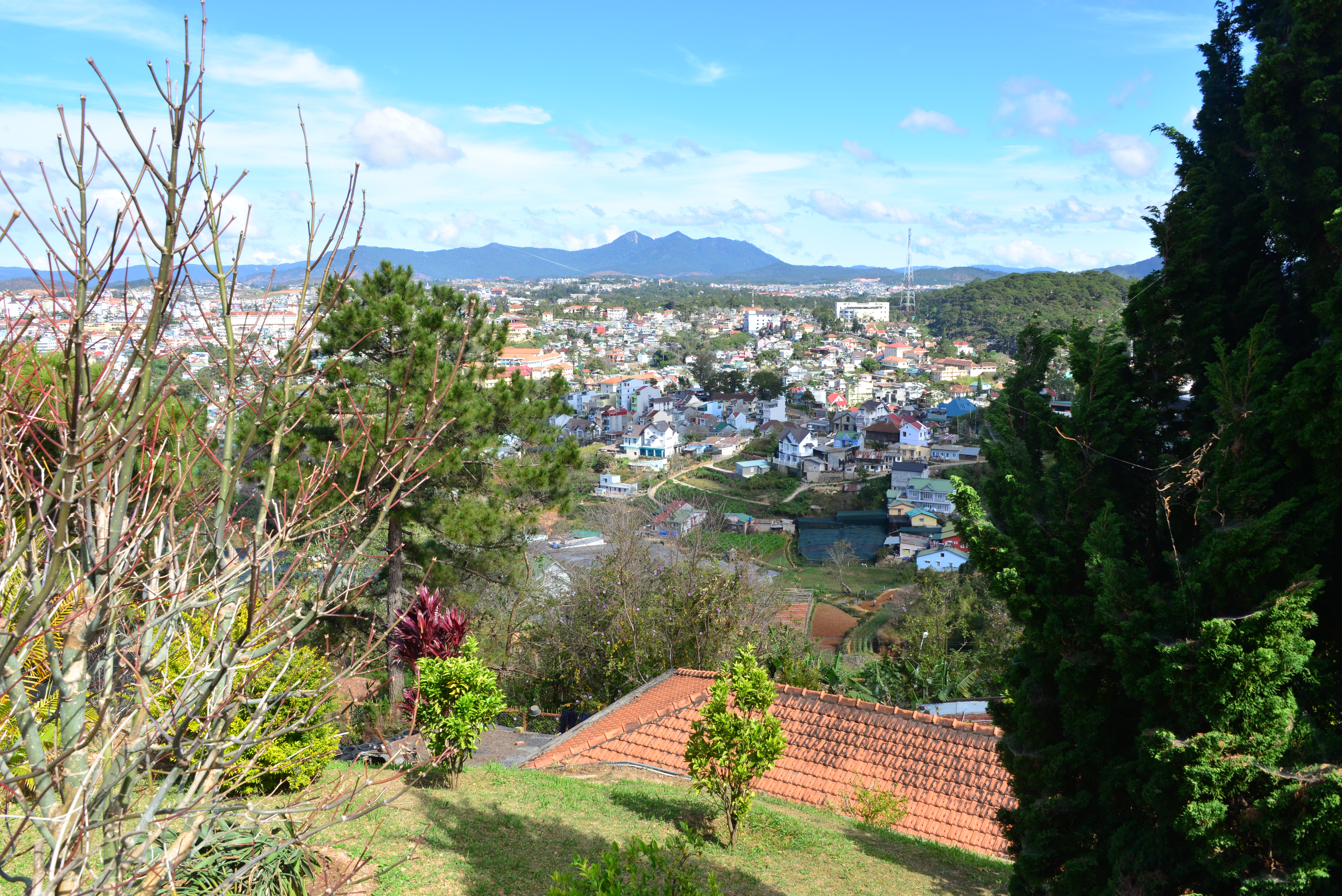
달랏 파노라마

달랏은 다음 12개의 방(坊)과 4개의 사(社)로 구성된다.

### 방
- 1방 (Phường 1)
- 2방 (Phường 2)
- 3방 (Phường 3)
- 4방 (Phường 4)
- 5방 (Phường 5)
- 6방 (Phường 6)
- 7방 (Phường 7)
- 8방 (Phường 8)
- 9방 (Phường 9)
- 10방 (Phường 10)
- 11방 (Phường 11)
- 12방 (Phường 12)

### 사
- 따눙사 (Tà Nung /耶農)
- 짬하인사 (Trạm Hành /站行)
- 쑤언토사 ( Xuân Thọ / 春壽)
- 쑤언쯔엉사 (Xuân Trường / 春長)

## 지리
달랏은 베트남 중부 고원 지방의 남부 럼비엔고원의 해발 1,500m 지점에 위치해 있다.

### 지질
달랏은 오스트레일리아 스프레드필드에서 온 휘석의 원천 지역이다.

### 날씨
달랏은 쾨펜의 기후 구분에 의하면 아열대 고원 기후(Cwb)이며, 대체로 연중 온화한 날씨이다.
베트남 중부와 베트남 남부의 열대 기후와 달리 달랏의 연중 온화한 날씨로 인해 “상춘의 도시”로 불렸다. 평균 온도는 14°C ~ 23°C이다. 달랏에서 가장 높은 온도는 31.5°C이며, 가장 낮은 온도는 -0.6°C이다. 안개는 거의 일년내내 인접한 계곡을 덮고 있다. 온화한 기후는 농업에도 이상적이며, 실제로 달랏은 난초, 장미, 야채와 과일로 유명하다. 이 지역에는 초기 와인 제조와 꽃 재배 산업이 있다.
달랏에는 2개의 계절이 있다. 우기는 4월부터 11월까지이며, 건기는 12월부터 3월까지이다. 연간 강우량은 약 1,768mm에 이른다.
열대 지역인 베트남 남부에 위치한 달랏이지만 일년 내내 아주 시원한 도시이다. 가장 더운 4월에도 최고 기온 25 ℃ 전후이며, 아침 저녁이되면 겉옷이 필요한 정도로 기온이 떨어진다. 장마는 다른 지역과 마찬가지로 비가 4월에서 11월 초 정도까지 계속된다.
| 달랏의 기후                                                  | 달랏의 기후 | 달랏의 기후 | 달랏의 기후 | 달랏의 기후  | 달랏의 기후  | 달랏의 기후  | 달랏의 기후  | 달랏의 기후  | 달랏의 기후   | 달랏의 기후  | 달랏의 기후 | 달랏의 기후 | 달랏의 기후    |
| 월                                                           | 1월         | 2월         | 3월         | 4월          | 5월          | 6월          | 7월          | 8월          | 9월           | 10월         | 11월        | 12월        | 연간           |
| ------------------------------------------------------------ | ----------- | ----------- | ----------- | ------------ | ------------ | ------------ | ------------ | ------------ | ------------- | ------------ | ----------- | ----------- | -------------- |
| 역대 최고 기온 °C (°F)                                       | 30.0 (86.0) | 31.0 (87.8) | 31.5 (88.7) | 32.1 (89.8)  | 30.6 (87.1)  | 30.5 (86.9)  | 32.1 (89.8)  | 30.0 (86.0)  | 30.2 (86.4)   | 30.0 (86.0)  | 29.2 (84.6) | 29.4 (84.9) | 32.1 (89.8)    |
| 일평균 최고 기온 °C (°F)                                     | 22.3 (72.1) | 23.9 (75.0) | 25.1 (77.2) | 25.3 (77.5)  | 24.7 (76.5)  | 23.6 (74.5)  | 23.0 (73.4)  | 22.7 (72.9)  | 22.9 (73.2)   | 22.8 (73.0)  | 21.7 (71.1) | 21.4 (70.5) | 23.3 (73.9)    |
| 일일 평균 기온 °C (°F)                                       | 15.9 (60.6) | 16.9 (62.4) | 18.1 (64.6) | 19.0 (66.2)  | 19.5 (67.1)  | 19.2 (66.6)  | 18.8 (65.8)  | 18.6 (65.5)  | 18.5 (65.3)   | 18.2 (64.8)  | 17.5 (63.5) | 16.4 (61.5) | 18.0 (64.4)    |
| 일평균 최저 기온 °C (°F)                                     | 11.7 (53.1) | 11.9 (53.4) | 13.0 (55.4) | 14.7 (58.5)  | 16.2 (61.2)  | 16.4 (61.5)  | 16.2 (61.2)  | 16.2 (61.2)  | 16.0 (60.8)   | 15.3 (59.5)  | 14.6 (58.3) | 13.2 (55.8) | 14.6 (58.3)    |
| 역대 최저 기온 °C (°F)                                       | −0.1 (31.8) | −0.6 (30.9) | 4.2 (39.6)  | 4.0 (39.2)   | 10.0 (50.0)  | 10.9 (51.6)  | 10.4 (50.7)  | 10.6 (51.1)  | 10.0 (50.0)   | 8.1 (46.6)   | 4.4 (39.9)  | 2.6 (36.7)  | −0.6 (30.9)    |
| 평균 강우량 mm (인치)                                        | 9.1 (0.36)  | 20.5 (0.81) | 64.1 (2.52) | 170.3 (6.70) | 212.3 (8.36) | 203.5 (8.01) | 232.7 (9.16) | 238.3 (9.38) | 283.4 (11.16) | 244.7 (9.63) | 93.5 (3.68) | 36.2 (1.43) | 1,808.6 (71.2) |
| 평균 강우일수                                                | 2.2         | 2.5         | 5.8         | 12.8         | 20.5         | 21.2         | 23.8         | 23.1         | 24.0          | 20.0         | 11.5        | 5.9         | 176.8          |
| 평균 상대 습도 (%)                                           | 81.2        | 77.7        | 78.1        | 83.3         | 87.2         | 88.8         | 89.7         | 90.4         | 90.2          | 88.6         | 85.4        | 84.2        | 85.5           |
| 평균 월간 일조시간                                           | 237.4       | 231.1       | 240.2       | 199.2        | 195.5        | 150.3        | 146.9        | 134.4        | 126.5         | 139.8        | 168.5       | 198.7       | 2,147.8        |
| 출처 1: 달랏 지리지 (극값)                                   |             |             |             |              |              |              |              |              |               |              |             |             |                |
| 출처 2: 베트남 과학기술양성연구소, The Yearbook of Indochina |             |             |             |              |              |              |              |              |               |              |             |             |                |

## 관광

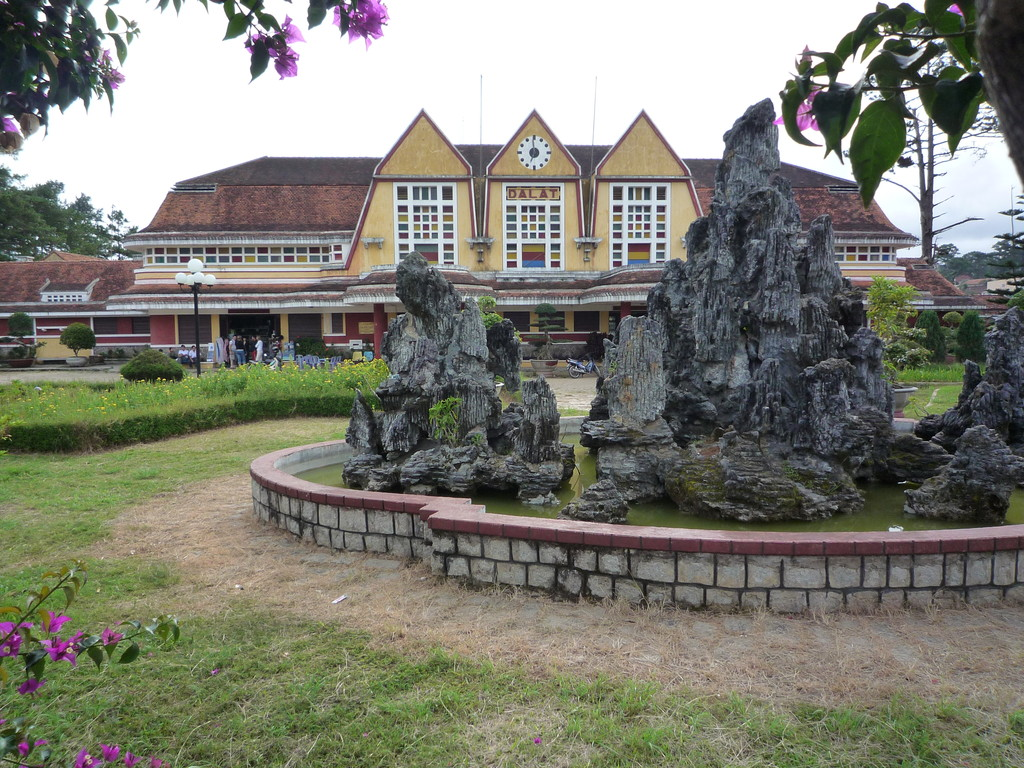
아르 데코 앞 베트남식 혼놈보는 프랑스식 건축 양식인 달랏역에 영향을 미쳤다.

### 건축
달랏의 건축물은 프랑스 식민지 시대의 스타일이 지배적이다. 1938년에 지어진 철도역 달랏역은 프랑스 건축가 몽셋(Moncet)과 레브롱(Reveron)에 의해 아르 데코 건축 양식으로 설계되었지만, 베트남 중부 고지대의 까오 응우옌 공동 건물의 특징인 높고, 뾰족한 지붕이 통합되어 있다. 세 개의 박공은 노르망디의 트루빌-도빌 역의 아르 데코 버전을 나타낸다.  그 역의 독특한 디자인(지붕, 아치형 천장, 색유리창)은 2001년 국가 역사 기념물로 인지도를 얻었다.  그들은 1927년에 문을 연 리세 예르생(Lycée Yersin)도 설계했다. 자선 선교의 로마 가톨릭 수녀들의 본거지인 도멘 드 마리 교회와 수도원은 유사한 뽀족 지붕 스타일로 1938년에 지어졌다.

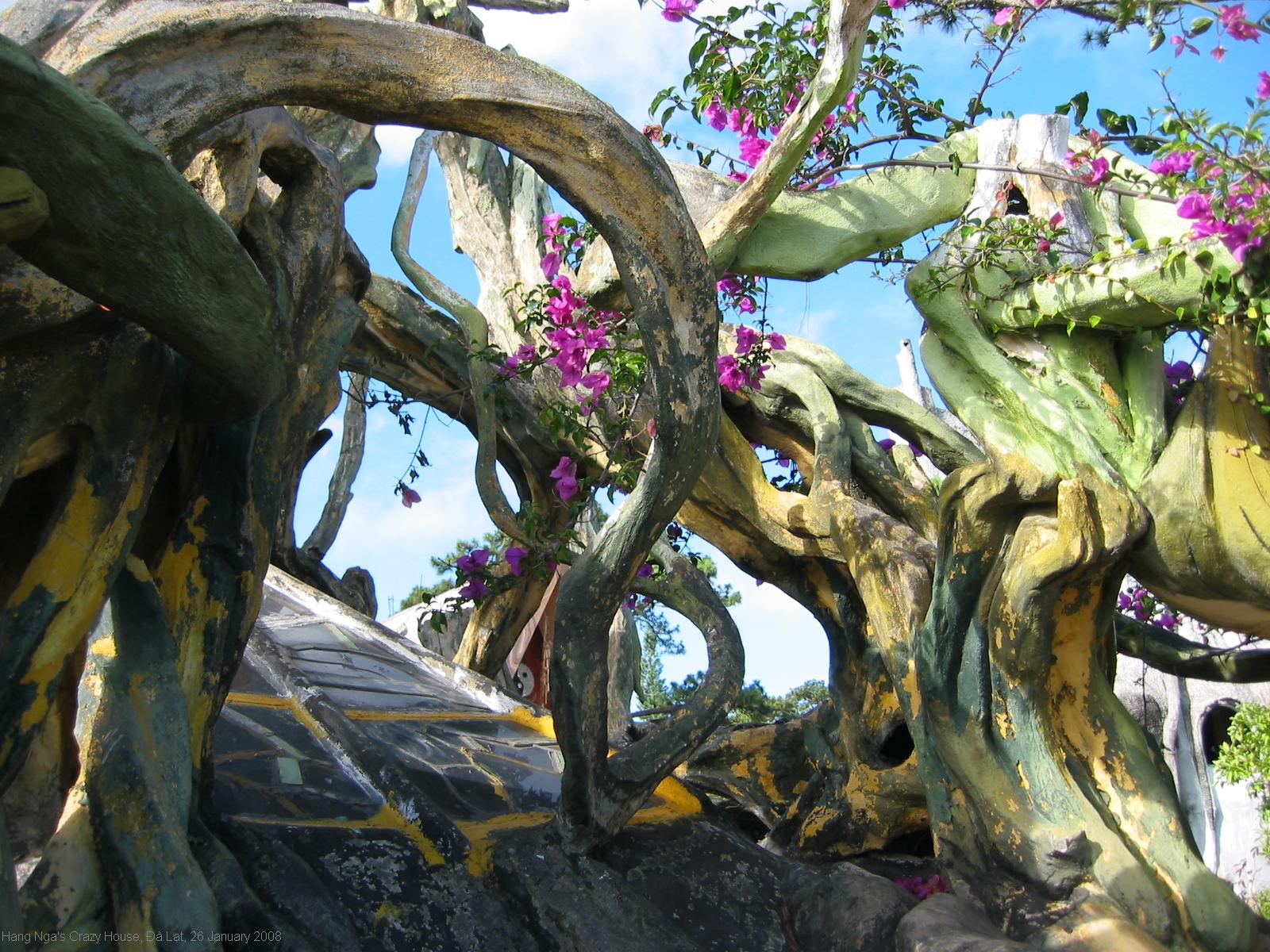
항응아 게스트하우스는 꼬불꼬불한 유기체로 장식되어 있다.

특히 주목해 봐야 할 건축물로 ‘크레이지 하우스’(Crazy House)로 널리 알려진 항응아 게스트하우스라는 전통 건축물이 있다. ‘동화의 집’으로 묘사되고 있으며, 그 전체 디자인은 동물, 버섯, 거미줄과 동굴과 같은 자연 형태를 나타내는 조각된 디자인 요소를 통합한 거대한 반얀나무를 닮았다. 복잡하고, 유기적이며, 직사각형이 아닌 모양으로 구성된 그 구조물은 표현주의자로 묘사되었다. 모스크바 국립 대학교에서 건축학 박사 학위를 받은 베트남 건축가 당비엣응아(항응아라고도 알려짐)는 건물의 설계에서 스페인 카탈루냐 건축가 안토니 가우디로부터 영감을 받았다. 방문객들은 게스트하우스와 살바도르 달리, 월트 디즈니와 같은 예술가들의 작품 사이에 다양한 유사점을 도출해내곤한다. 1990년에 문을 연 이래 이 건물은 독창적인 건축물로 인정을 받았으며, 수많은 가이드북에 강조되어 표시되고 있다. 중국 인민일보에서는 세계에서 가장 ‘기괴한’ 10개 건물 중 하나로 선정한 바 있다. 외형적으로는 흥미롭기는 하지만, 건물 뒤편의 건축 쓰레기와 가구 쓰레기, 안전 문제에 대한 관심 부족으로 인해 기대에 미치지는 못하고 있다.

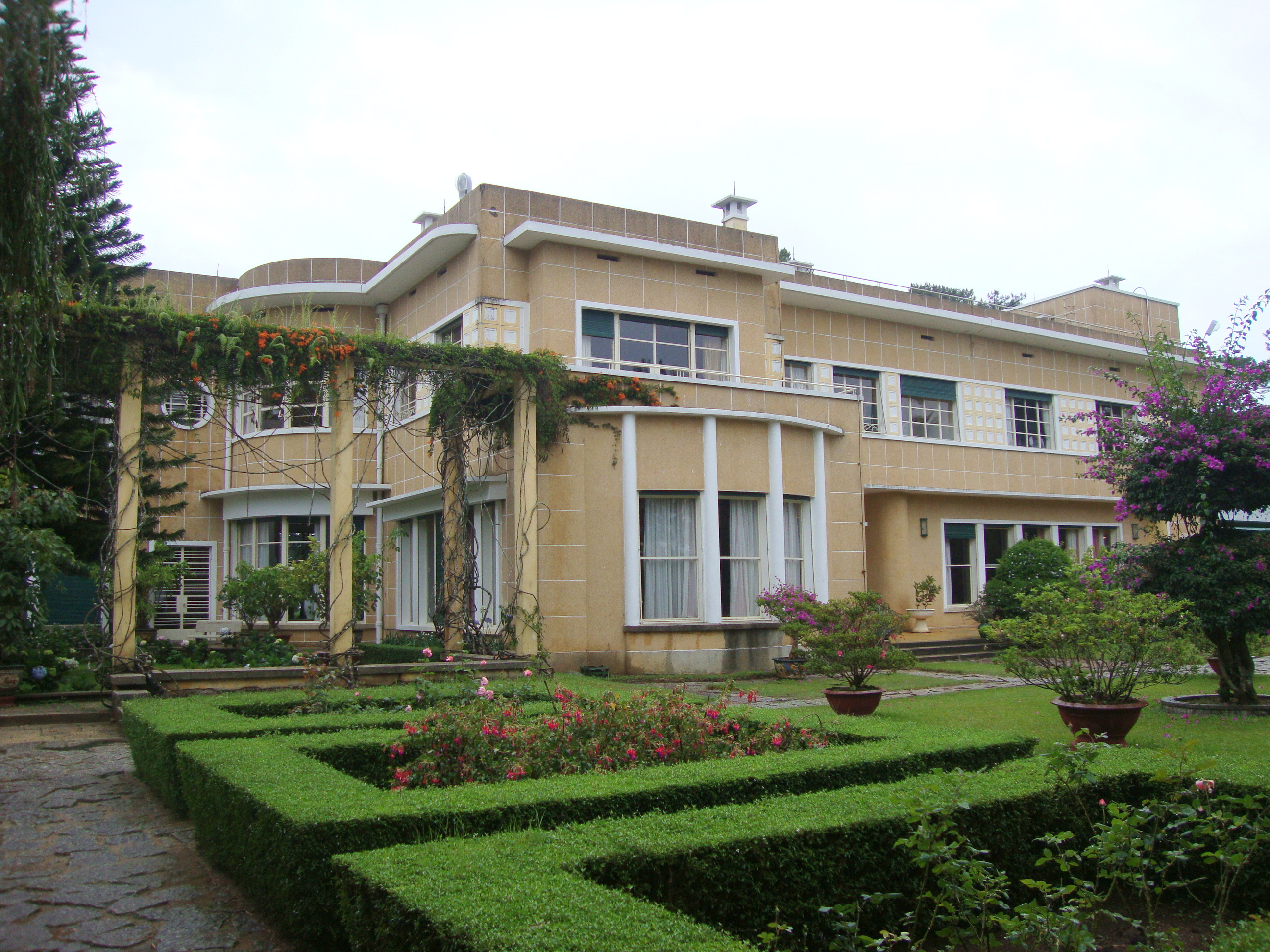
바오다이 황제의 세 번째 별장

달랏은 베트남 최후의 황제, 바오다이 황제의 세 저택으로 유명하다. 첫 번째 저택은 1940년 프랑스의 백만장자 로베르 클레망 부르제리(Robert Clément Bourgery)에 의해 지어졌는데, 1949년 바오다이 황제가 이 별장을 매입했다. 이후 1975년까지 응오딘지엠 대통령과 후임 대통령들의 여름 별장으로 사용되었다.
두 번째 저택은 1933년 프랑스령 인도차이나의 총독 장 드쿠의 여름 별장으로 지어졌다.
1933년에서 1938년 사이에 지어진 세 번째 저택은 바오다이 황제와 가족의 거주지였다. 저택과 뒷마당에는 모두 화원이 있기 때문에 저택 전체가 전형적인 유럽풍이다. 세 번째 저택은 현재 남프엉 왕비가 살았던 시대를 보고자 하는 관광객들을 위해 개방되어 있다.

### 유명 관광지
달랏은 2017년 CNN이 선정한 아시아 관광지 목록에 포함된 베트남의 유명 관광 도시다. 달랏은 국내 관광객, 연간 80만 명 이상, 약 8만 명의 외국인 관광객을 유치하고 있다. 그곳은 또한 베트남에서 가장 인기 있는 신혼여행지다.
호아빈 지역은 달랏 시내의 중심지로 수많은 방문객들이 모이고 있다. 호아빈 지역에 위치한 인기 사이트로는 코이자이지오(Coi Xay Gio) 베이커리, 리엔호아(Lien Hoa) 베이커리, 윈드밀스(Windmills) 커피하우스, 텅(Tung) 커피하우스 등이 있다. 코이자이지오는 뛰어난 노란색 벽 덕분에 완벽한 셀카 장소로 알려져 있다.
- 린선 사원
- 달랏 중앙 시장
- 럼비엔 광장
- 쑤언흐엉호 - 시 중앙에 있는 호수
- 항응아 게스트하우스 (크레이지 하우스)
- 달랏 성니콜라스 성당
- 몽모 언덕 (Mong Mo Hill Tourist Area)
- 바오다이 황제의 별장

#### 시외 관광지
전세 택시, 버스 등으로 외곽으로 이동해서 볼 수 있는 명소들은 다음과 같다.
- 린프억 사원 (짜이맛 지역)
- 뚜옌럼호 (터널 클레이 지역)
  - 쭉럼선원 (뚜옌럼 호 근처)
  - 다딴라 폭포 (쭉럼선원 근처)
- 랑비앙산
- 프렌 폭포 (프렌 고개 지역)
- 코끼리 폭포 (럼하현)

### 축제
- 달랏 꽃 축제 (Festival hoa Đà Lạt)
- 달랏 차 문화 주간 (Tuần lễ văn hóa trà Đà Lạt)
- 달랏 벗꽃 축제 (Lễ hội hoa anh đào)
- 도이꼬홍 축제 (Đồi cỏ hồng Festival)
- 레호이므어 비 축제 (Lễ hội mưa)

## 교통

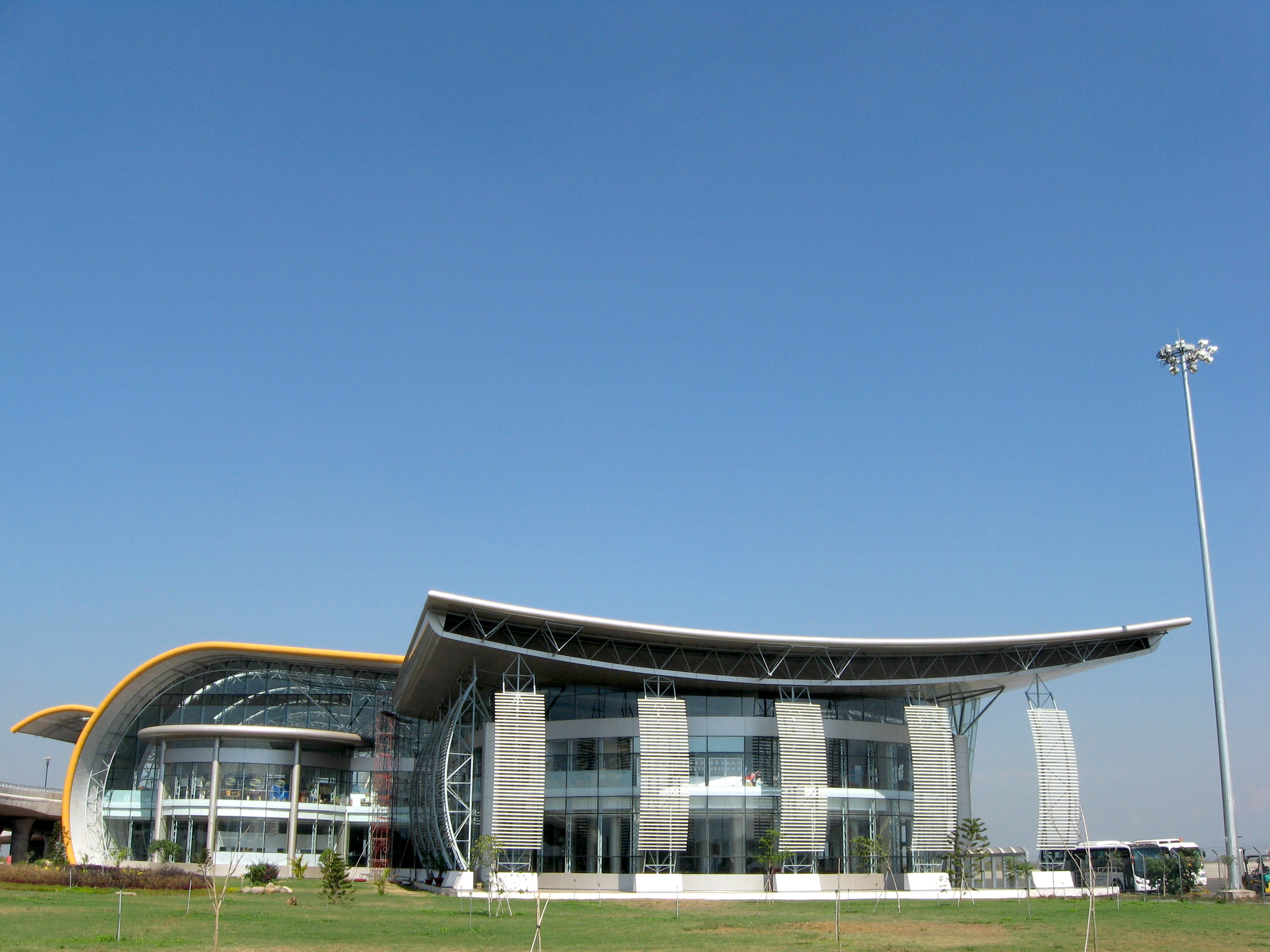
리엔크엉 국제공항

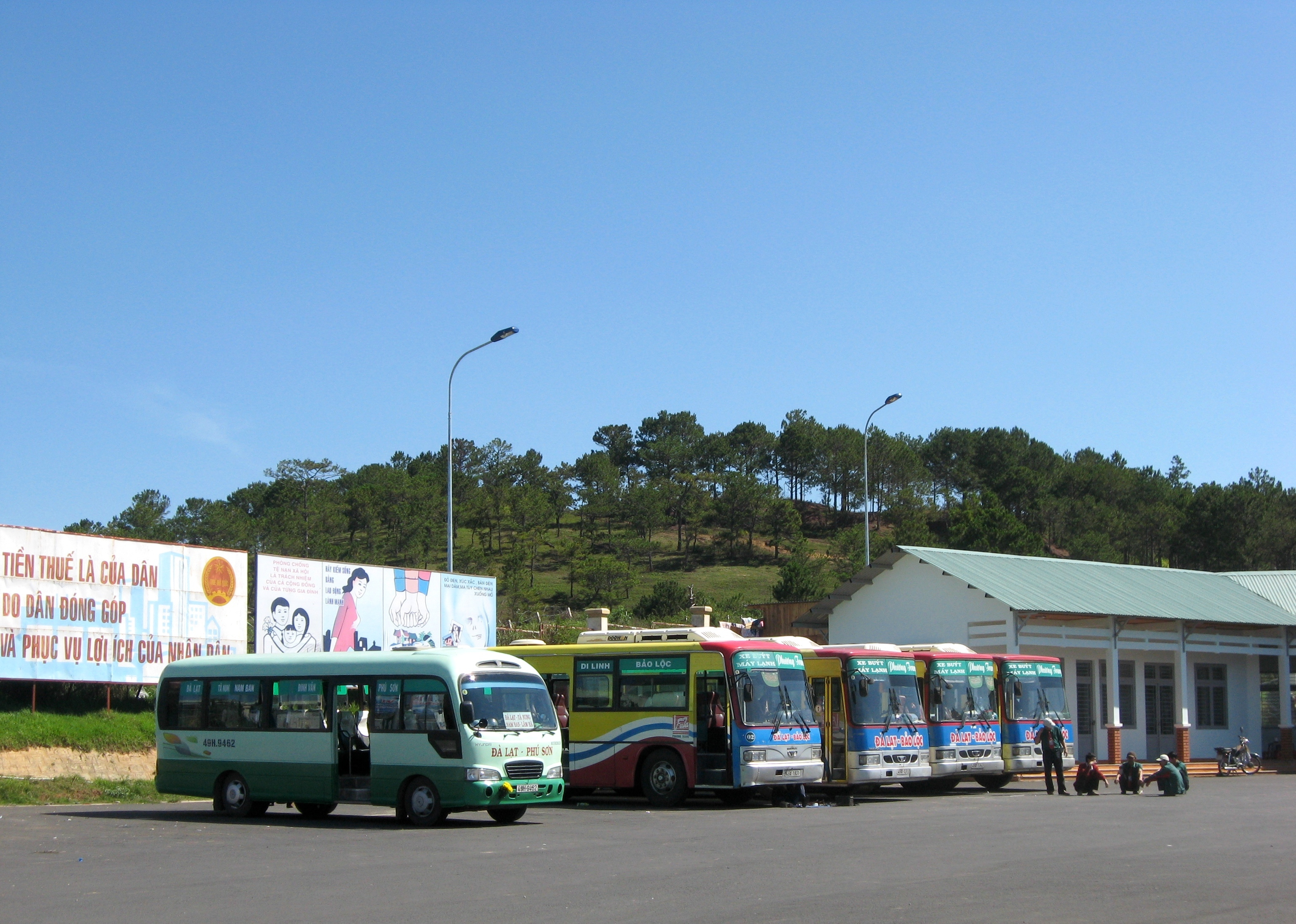
몽모 언덕 근처의 버스정류장

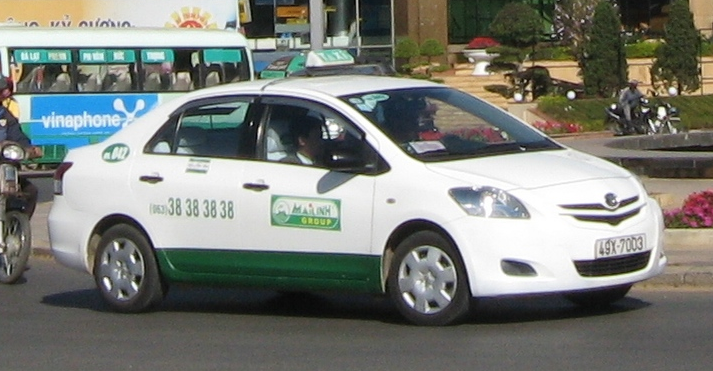
마이린 택시

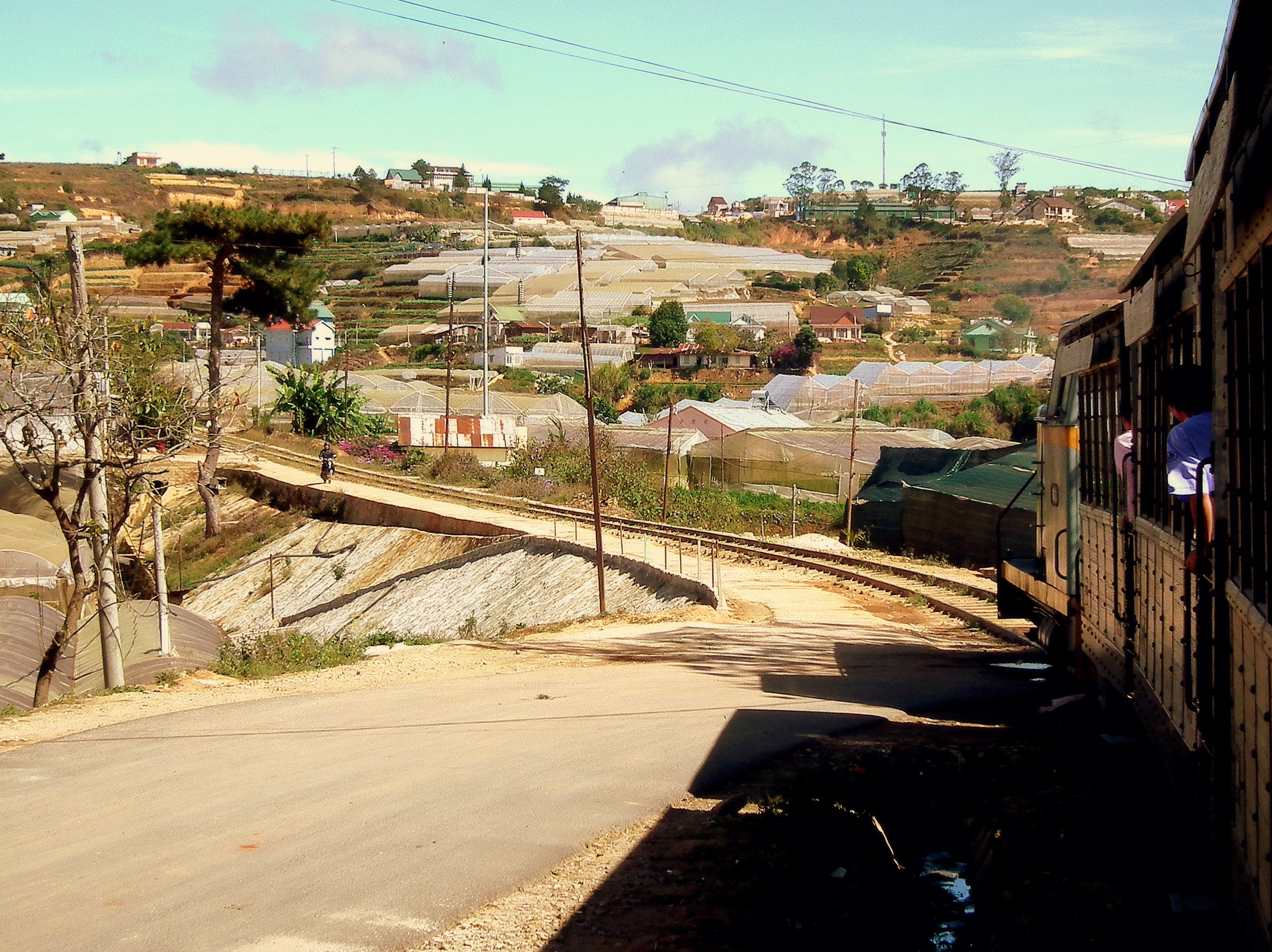
짜이맛까지 가는 관광열차

지형적 특성으로 인해 달랏의 교통은, 도로, 철도, 및 항공으로 구성되어 있었지만, 베트남 전쟁을 거치면서 철도 운영이 중단되고, 현재는 도로와 항공 교통만 작동하고 있다. 달랏을 다른 도시와 연결하는 가장 중요한 경로는 20번 고속도로이다.

### 항공
- 리엔크엉 국제공항이 시내 근교에 있다.

2009년 연간 200만명을 수용할 수 있는 국제선 청사가 준공되면서 민간공항으로 전환했다. 베트남 항공, 비엣제트 항공, 젯스타 항공, 바스코이 운행되고 있다. 외국계 항공사로는 타이 비엣젯 항공, 대한항공, 칭다오 항공, 에어아시아가 운항하며, 대한민국의 인천 국제공항으로는 대한항공이 주 6회 운항한다.(2020년 기준) 운항 국내선 도시는 하노이, 호치민, 다낭, 빈, 후에, 껀터가 있다. 국제선 노선으로는 인천을 비롯하여, 방콕, 우한, 란저우, 쿠알라룸푸르이다. 기존에 군사용으로 사용하던 깜리 공항은 더 이상 상업적인 목적으로 사용되지 않는다.

### 택시
공항과 시내에서는 38 38 38 38이 찍혀 있는 초록색의 마이린 택시(Mai Linh)가 운행된다. 마이린(Mai Linh)은 비나선과 함께 베트남에서 가장 공신력이 높은 택시 회사 중 하나인데, 비나선은 진출되어 있지 않고, 프엉짱(Phuong Trang), 탕러이(Thang Loi)와 같은 대기업 택시 회사가 있다. 공항에서 달랏 시내까지는 40분이 소요되며, 요금이나 목적지와 같은 간단한 회화 정도는 구글 어시스턴트의 통역 기능을 이용해 베트남어로 충분히 의사소통을 할 수 있다.(2020년 2월 기준)

### 버스
달랏 버스터미널은 3방 히엔타인(Hien Thanh) 거리에 위치해 있다. 2만m²의 건물 면적에 3층 건물로, 매표실, 라운지, 서비스 구역 및 사무실과 같은 기능 구역이 있다.
호찌민에서 신카페 , 김카페 등 여행사 버스를 이용하면 약 7시간, 냐짱에서 약 3시간 정도 된다. 시외 버스의 목적지는 푸따버스(Futa)가  다음 구간을 운영한다.
- 호찌민
- 다낭
- 냐짱
- 껀터

끄억바오(Quoc Bao)는 후에와 동하를 구간의 침대 버스를 운영한다.

### 철도
- 달랏역

전국망을 연결하는 철도가 아니라 달랏 시내에서 주변 짜이맛까지 운영되는 달랏-탑참선 관광 열차 운영을 위한 역이다. 1932년 프랑스 건축가 몽셋과 레브롱이 설계했으며, 1938년에 문을 열었다. 베트남 전쟁 말기 철도 운영을 포기한 이후로 거의 사용되지 않았다. 이후 1990년대에 관광명소로 운영되는 짜이맛으로 이어지는 7km 구간을 다시 개통하면서 관광 목적의 제한된 수준의 운영을 하고 있다.
달랏역은 건축 양식으로 유명하다. 아르 데코 고유의 요소와 베트남 중부 고원 지방에서 온 까오 응우옌(Cao Nguyen) 공동 주택의 양식이 혼합되어 있다.

## 갤러리

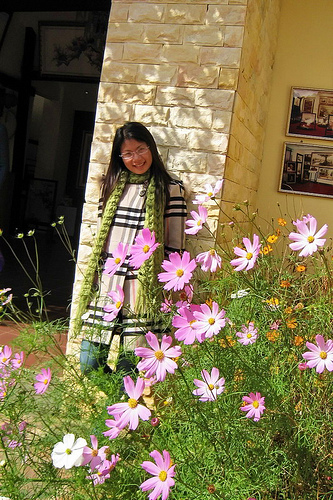
사진을 찍는 허니무너
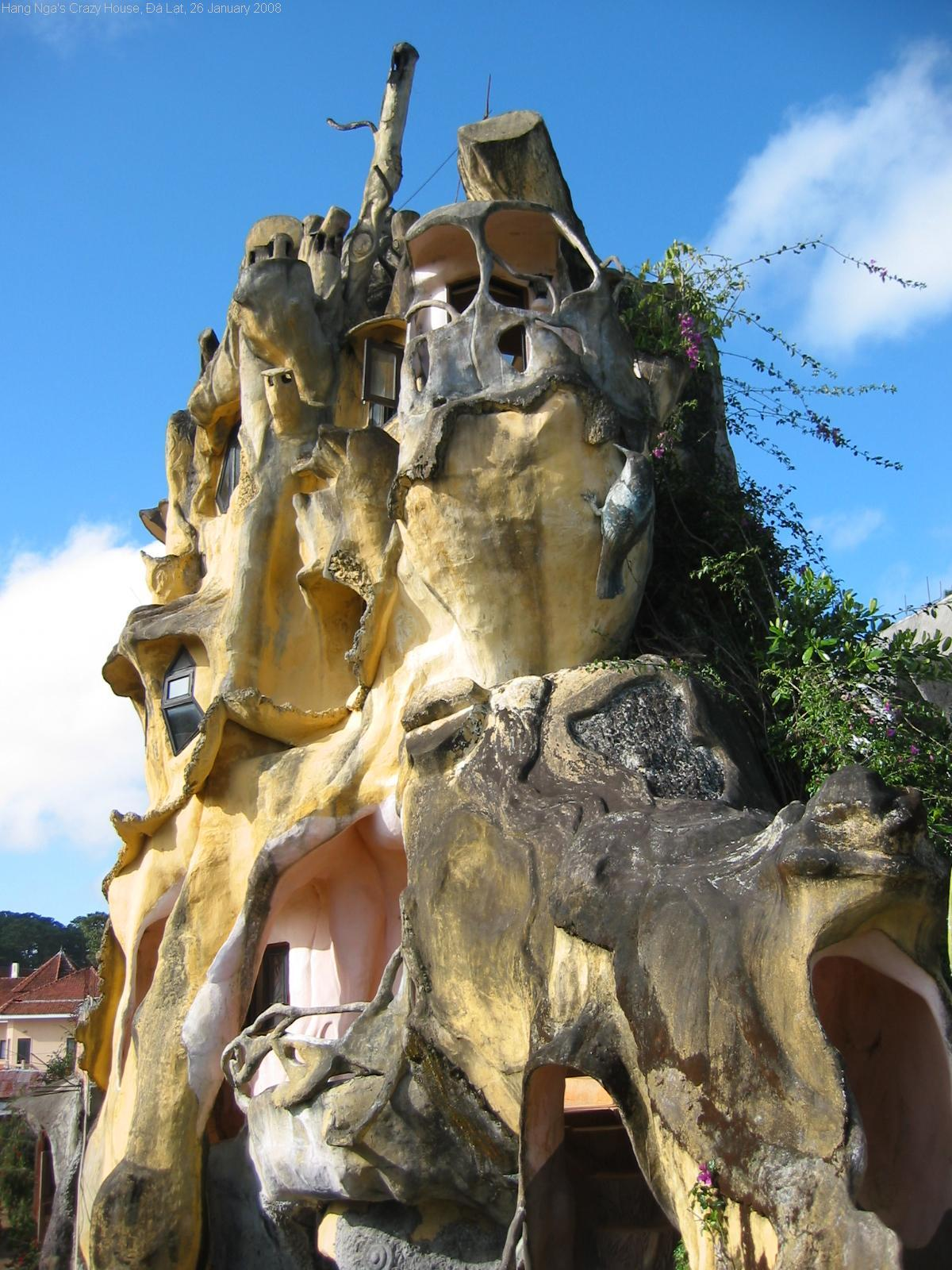
항응아 게스트하우스
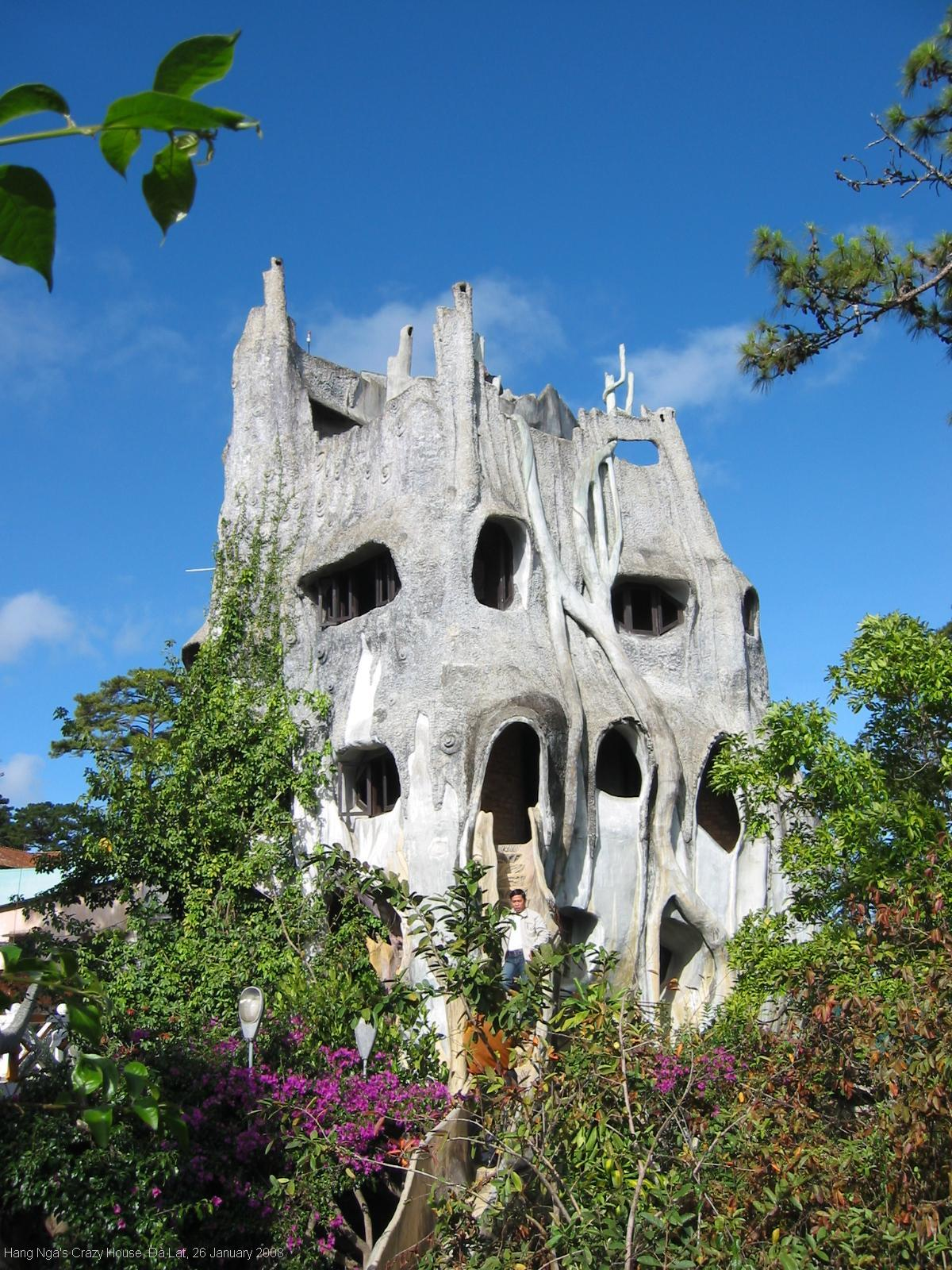
항응아 게스트하우스
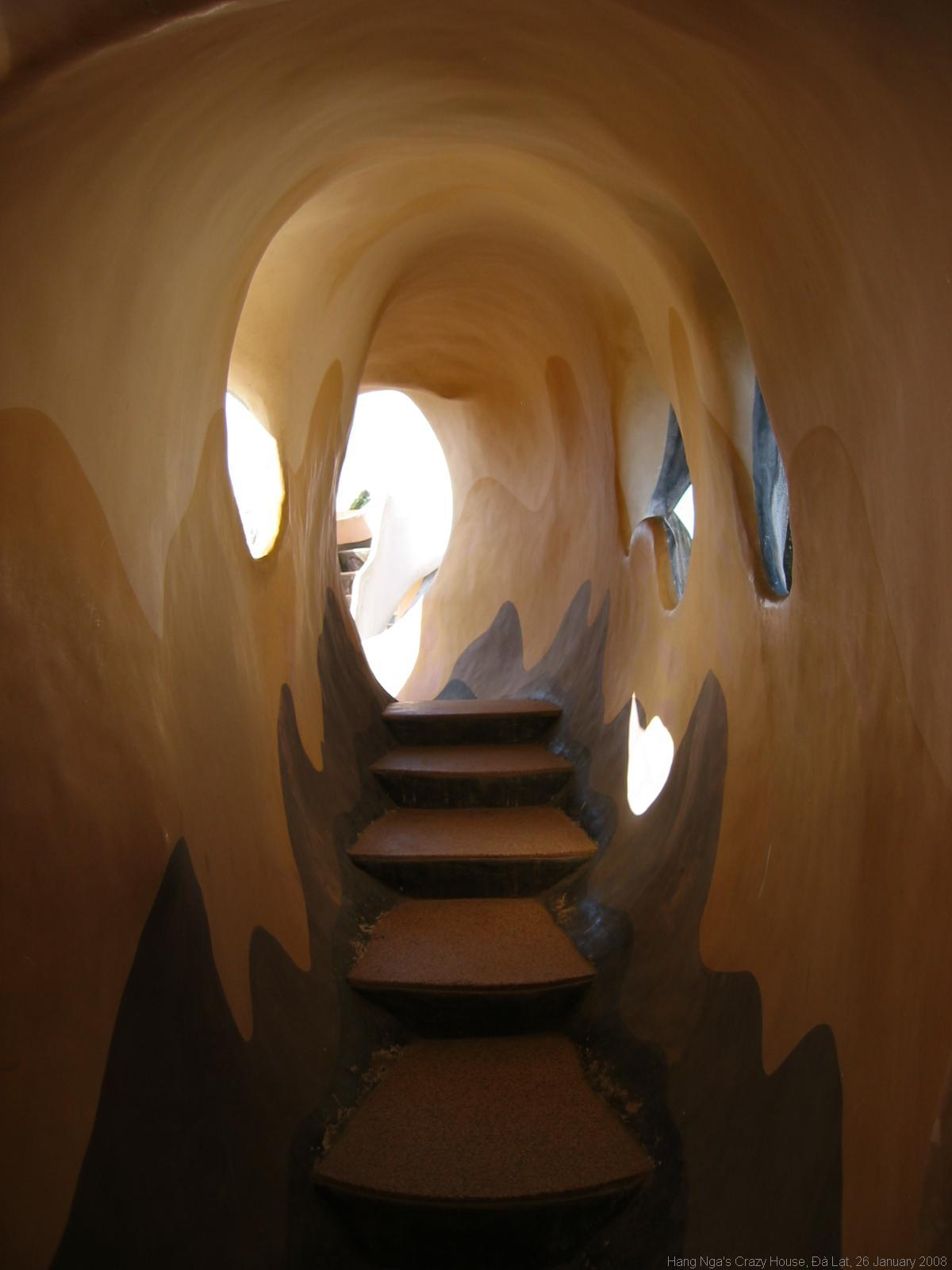
항응아 게스트하우스로 가는 홀
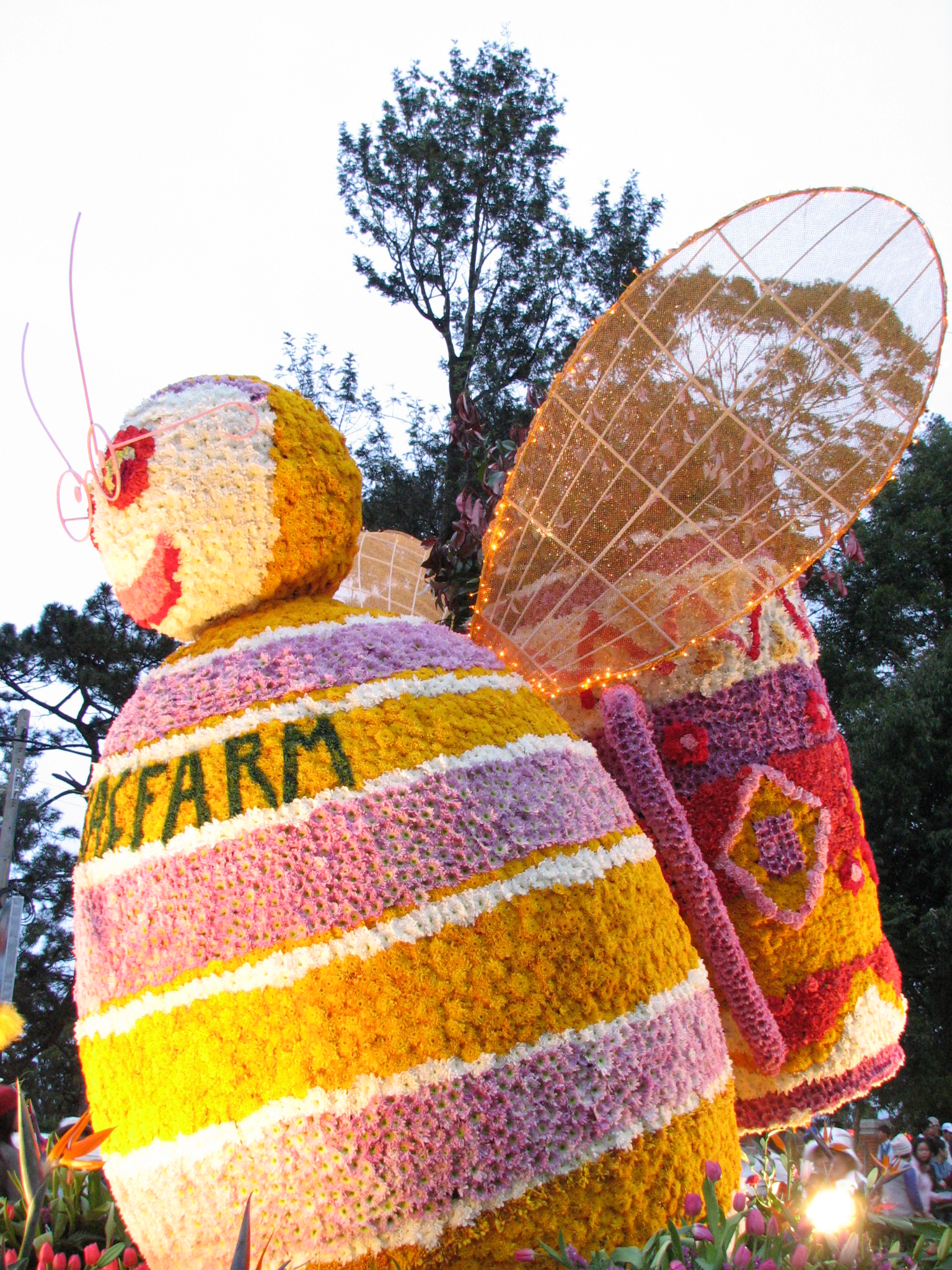
2005년 달랏 꽃축제
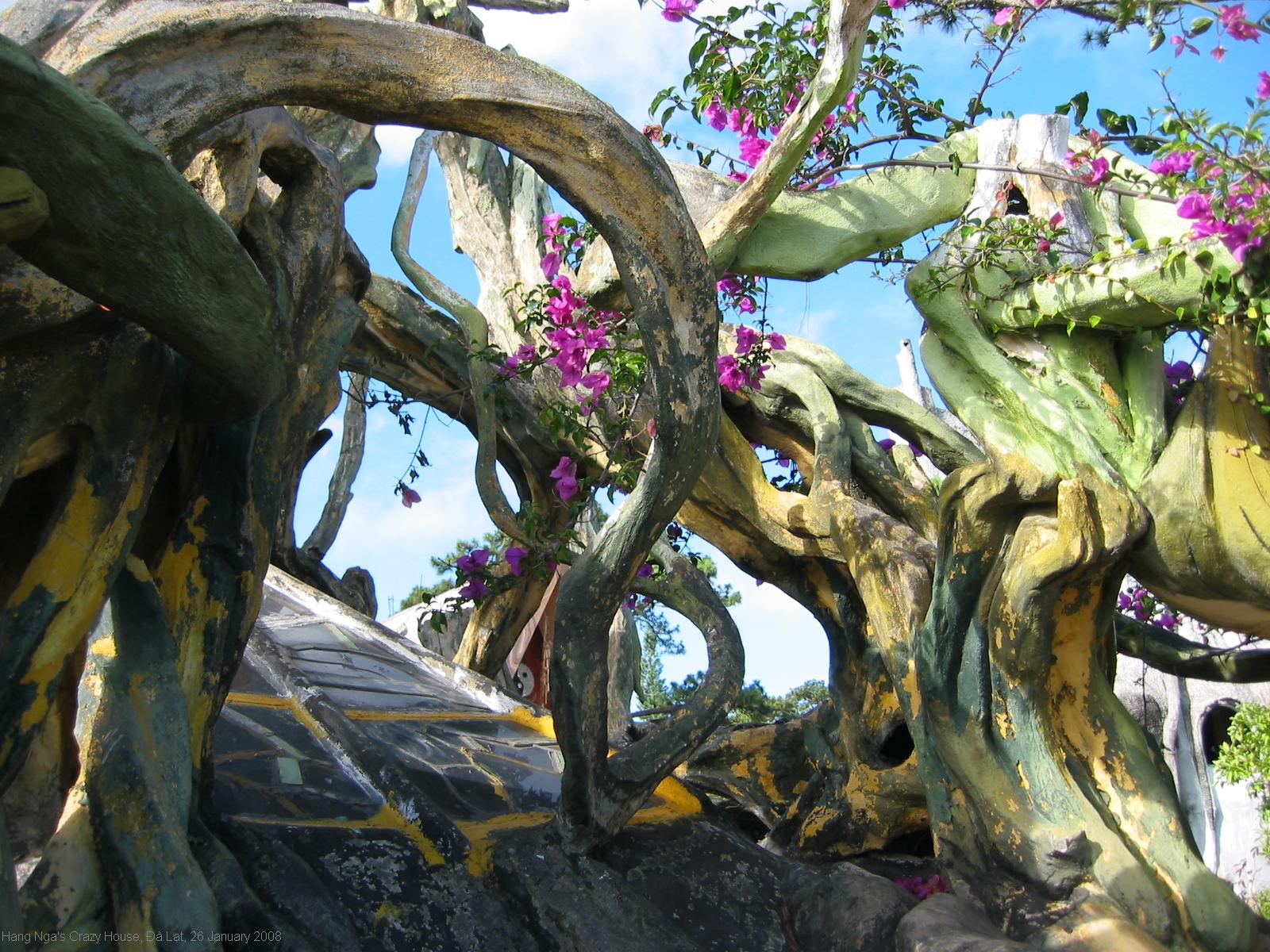
항응아 게스트하우스
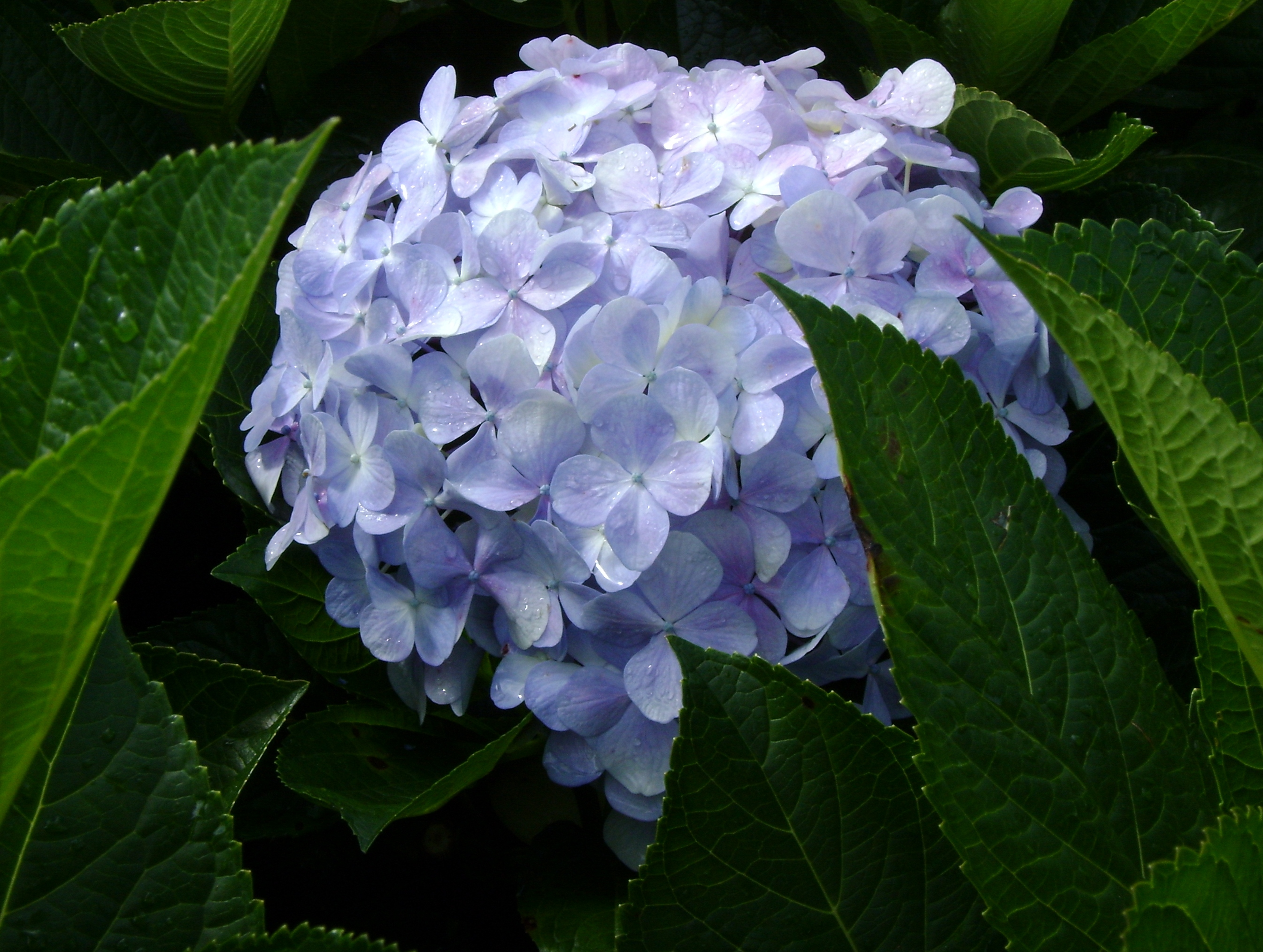
달랏의 수국
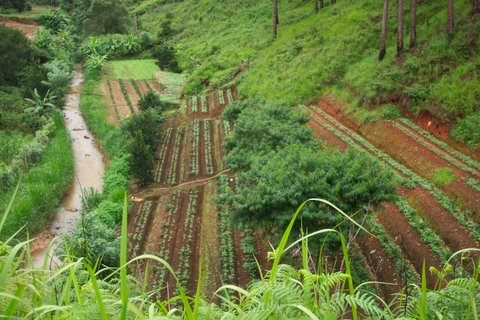
커피 테라스
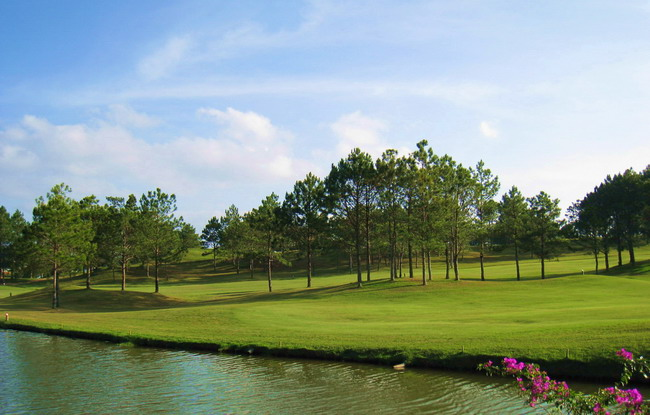
허니문 여행지로 인기높은 달랏
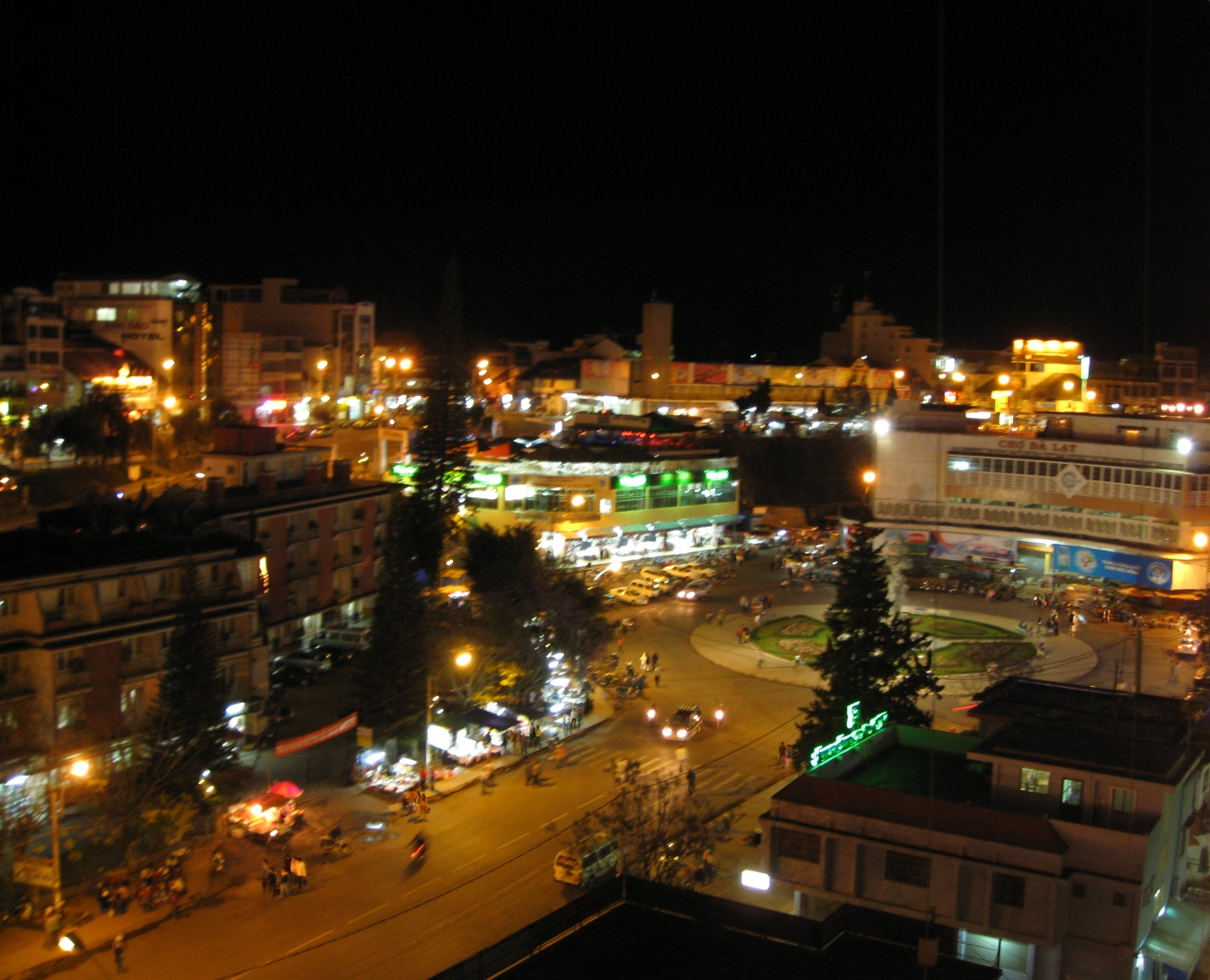
달랏 중앙 시장

## 자매도시
- 캐나다 미시소가
- 일본 삿포로시
- 태국 치앙마이
- 영국 맨체스터
- 캐나다 미시소가
- 미국 로스앤젤레스
- 대한민국 춘천
- 캄보디아 프놈펜
- 라오스 비엔티안
- 러시아 노보시비르스크
- 오스트레일리아 멜버른
- 중국 청두
- 중국 다롄시
- 쿠바 아바나
- 프랑스 파리
- 덴마크 코펜하겐
- 대만 가오슝